# Fritz Schmidt-Clausing
Fritz Schmidt-Clausing (* 25. Oktober 1902 in Berlin als Hermann Georg Fritz Schmidt; † 12. Juli 1984 ebenda) war ein deutscher Theologe, evangelischer Pfarrer sowie Schriftsteller und Kirchenhistoriker.

## Leben
Schmidt-Clausing wurde als Sohn des Goldarbeiters Hermann Schmidt und der Gertrud geb. Clausing in der elterlichen Wohnung in der Adalbertstraße 11 in der Luisenstadt geboren. Der Vater war evangelisch, die Mutter katholisch. Er wuchs im Glauben seiner Mutter auf. Schmidt-Clausing legte sein Abitur ab und wurde zunächst römisch-katholischer Priester. Nach seiner Konversion zum Protestantismus studierte er Evangelische Theologie und Philologie. Danach wurde er zum Pastor ordiniert. Frühzeitig interessierte er sich für kirchengeschichtliche Fragen und vertiefte sich in die Besonderheiten der verschiedenen christlichen Konfessionen. Insbesondere beschäftigte er sich mit dem Leben und Werk des reformierten Theologen Huldrych Zwingli, über den er mehrfach publizierte. Aber auch die Stellung der Konfessionskirchen zur jüdischen Tradition interessierte ihn.
Im Jahre 1932 heiratete Schmidt-Clausing Irmgard Duffner. Im selben Jahr wurde er Pfarrer an der Kirche St. Peter und Paul auf Nikolskoe in Berlin-Wannsee. Dort betätigte er sich als „Urlauber-Pfarrer“ und öffnete die Kirche für die häufigen Besuche von Ausflüglern.  In der NS-Zeit bekannte er sich zu den Zielen der NS-Herrschaft, insbesondere zu ihrem antisemitischen Verfolgungswahn. 1938 ließ er sich von seiner Frau scheiden und schloss eine neue Ehe. Im Jahre 1939 erklärte Schmidt-Clausing seine Mitarbeit am Institut zur Erforschung und Beseitigung des jüdischen Einflusses auf das deutsche kirchliche Leben. Im selben Jahr erhielt er vom Polizeipräsidenten von Potsdam die offizielle Erlaubnis sich Schmidt-Clausing zu nennen.
Nach dem Zweiten Weltkrieg leitete Schmidt-Clausing den Wiederaufbau der Gemeinde von 1947 bis 1962 als Pfarrer an der Berliner Kaiser-Friedrich-Gedächtniskirche. In der Kirchenruine wurde die einzige verbliebene Glocke wieder gangbar gemacht und bis in die 1950er Jahre zum Begrüßungsläuten für die Berliner Russlandheimkehrer benutzt. Im beginnenden Kalten Krieg setzte Schmidt-Clausing damit ein politisches Zeichen und machte seine Gemeinde bekannt – bis hin zur US-amerikanischen Wochenschau, die das Thema dankbar aufnahm. 
Fritz Schmidt-Clausing starb in einem West-Berliner Pflegeheim und wurde auf dem Friedhof Wilmersdorf beigesetzt.

## Werke
- 100 Jahre Peter und Paul auf Nikolskoe; Berlin: Koch, 1937
- Über den Äther, evangelische Rundfunkansprachen; Bonn: Scheur, 1941
- Judengegnerische Stroemungen im deutschen Katholizismus des 19. Jahrhunderts; eine religionspolitische Untersuchung; 1942 (Universität Jena, Theologische Fakultät, Dissertation Dezember 1942)
- Die Wandlung der katholischen Kirche in ihrer Stellung zur Judenfrage; o. O., o. J.
- Zwingli als Liturgiker – eine liturgiegeschichtliche Untersuchung; Göttingen: Vandenhoeck & Ruprecht, 1952
- Das Hansa-Viertel. Von den Schöneberger Wiesen zur „Stadt von Morgen“; Berlin 19572
- Berlins „Regierende“ seit 1809. Friedrich von Bärensprung 1832–1834; in: Berliner Blätter, die Hauszeitschrift der Reichshauptstadt, (1961) 1, S. 28–29
- Kurze Geschichte der ökumenischen Konzilien I–XX zum Verständnis des XXI.; Berlin: Hayn, 1964
- Zwingli; Berlin: de Gruyter, 1965
- Der Fall Wittig im Lichte des Zweiten Vatikanischen Konzils; in: Reformatio 15 (1966), S. 461–475
- Joseph Wittigs Schaffen. Versuch einer psychologischen und literarhistorischen Deutung; in: Fritz Schmidt-Clausing (Hg.): Glauben und Leben. Weisheiten und Weissagungen des Dieners und Schreibers Gottes Joseph Wittig; Berlin 1959, S. 105–117
- Das neue Zwinglibild. Seinem Initiator zum Gedächtnis; in: DtPfrBl 68 (1968), S. 162 f.
- Das Corpus Juris Canonici als reformatorisches Mittel Zwinglis; in: ZKG 80 (1969), S. 14
- Die unterschiedliche Stellung Luthers und Zwinglis zum Jakobusbrief
- Zum 450jährigen Gedächtnis der Leipziger Disputation; in: Reformatio 18 (1969), S. 568–585
- Zwinglis Zürcher Protokoll; ISBN 387476012X.

### Als Ko-Autor und Herausgeber
- Potsdam; von Ludwig Sternaux und Fritz Schmidt-Clausing; Berlin: Hayn, 1961

### Als Referent
- Seminar: 50 Jahre Interbau. Das Hansaviertel in Berlin 27.11.2006; in: Fritz Schmidt-Clausing: Geschichte des Hansa-Viertels; Berlin 1957